# Марио Димитров
Марио Димитров е български футболист.

## Биография
Роден е на 25 октомври 1994 г. в град Перник. Полузащитник. Юноша на „Миньор Перник“ и гръцкият „Agrotikos Asteras“. Играл е още за Струмска Слава Радомир и немският FHV Pritzwalker 03. За Миньор Перник дебютира в А група на 2 март 2013 г. При победата над Пирин Гоце Делчев с 2 – 0. Има и два мача за Б националният отбор на България на турнира „Uefa Regions'Cup“ в Сърбия
От 2016 г. играе за Спартак Плевен в Б група. Играе за Спартак Плевен един полусезон след което е привлечен в състава на ФК Банско
Началото на 2017 напуска ФК Банско за да премине в новосформирания отбор на ЦСКА 1948. С отбора на ЦСКА 1948 печели промоцията за влизане в В група и помага на отбора да достигне финал за Купата на Аматьорската Футболна Лига. Започва подготовка за новия сезон с ЦСКА1948 и бележи голове но изненадващо си тръгва от отбора по собствено желание. Напористият халф който се слави с техниката си записва 13 мача и 9 гола за ЦСКА1948